# Coming Around Again (singolo Carly Simon)
Coming Around Again è un singolo della cantautrice statunitense Carly Simon, pubblicato nel 1986.
Il brano Coming Around Again, scritto dalla stessa Carly Simon fa parte dell'album omonimo (uscito l'anno seguente) e della colonna sonora del film di Mike Nichols Heartburn - Affari di cuore. Il singolo fu pubblicato dall'etichetta Arista Records e fu prodotto da Bill Payne, George Massenburg, Paul Samwell-Smith e Russ Kunkel.

## Descrizione
Nel brano Coming Around Again vengono descritte varie situazioni, positive e negative, che possono capitare nella vita, ma si invita a credere sempre e comunque nell'amore, che prima o poi arriverà.

## Tracce

### 45 giri[6][7]
1. "Coming Around Again" 3:31
2. "Itsy Bitsy Spider" 3:34

### 45 giri maxi[8][9]
1. "Coming Around Again" 3:31
2. "Itsy Bitsy Spider" 3:34
3. "If It Wasn't Love" 4:18

### CD singolo[10]
1. "Coming Around Again" 3:31
2. "Itsy Bitsy Spider" 3:34
3. "If It Wasn't Love" 4:18

## Video musicale
Nel video musicale si vede la cantante entrare in una stanza e sedersi su un divano a guardare la proiezione di immagini della propria vita familiare, risalenti all'epoca fanciullesca e adolescenziale.

## Staff artistico[4]
- Carly Simon - voce, coro, tastiera
- Scott Martin - tastiere, coro
- Paul Samwell-Smith - coro
- Bill Payne - tastiera
- Russ Kunkel - batteria
- Frank Filipetti - mixaggio

## Classifiche
| Paese       | Posizione massima | Nr. di settimane |
| ----------- | ----------------- | ---------------- |
| Austria     | 6                 | 11               |
| Belgio      | 14                | 8                |
| Germania    | 21                | 11               |
| Paesi Bassi | 15                | 13               |
| Regno Unito | 10                |                  |
| Stati Uniti | 18                |                  |
| Svezia      | 3                 | 6                |

## Cover
Tra i cantanti e/o gruppi musicali che hanno inciso una cover di Coming Around Again di Carly Simon, figurano (in ordine alfabetico):
- B*Witched (nell'album eponimo del 1998)[12]
- Laurena (singolo del 1998)[13]
- Nolita[14]

## La canzone in TV
- Coming Around Again è tra le canzoni degli anni ottanta inserite nel secondo episodio della prima stagione della serie televisiva tedesca Last Cop - L'ultimo sbirro (Der letzte Bulle), episodio intitolato La morte di Babbo Natale (Der Weihnachtsmann ist tot)[15] e venne fatta una cover per lo spot dei gelati Carte d'Or Algida (1988-1990)[16][17].
- Coming Around Again è presente nella serie L’estate in cui imparammo a volare (Firefly Lane) - episodio 1x05